# 格林維尤 (加利福尼亞州)
格林維尤（英語：Greenview）是位於美國加利福尼亞州錫斯基尤縣的一個人口普查指定地區。

## 地理
格林維尤的座標為41°42′58″N 122°33′14″W / 41.71611°N 122.55389°W，而該地最高點為海拔高度844米（即2812英尺）。

## 人口
根據2010年美國人口普查的數據，格林維尤的面積為3.573平方千米，當中陸地面積為3.354平方千米，而水域面積為0.219平方千米。當地共有人口201人，而人口密度為每平方千米56人。